# 費特斯溫泉-阿瓜卡利恩特 (加利福尼亞州)
費特斯溫泉-阿瓜卡利恩特（英語：Fetters Hot Springs-Agua Caliente）是位於美國加利福尼亞州索諾馬縣的一個人口普查指定地區。

## 地理
費特斯溫泉-阿瓜卡利恩特的座標為38°19′19″N 122°29′10″W / 38.32194°N 122.48611°W，而該地最高點為海拔高度47米（即154英尺）。

## 人口
根據2010年美國人口普查的數據，費特斯溫泉-阿瓜卡利恩特的面積為3.812平方千米，當中陸地面積為3.812平方千米，而水域面積為0.000平方千米。當地共有人口4144人，而人口密度為每平方千米1,087人。